# Spilarctia continentalis
Spilarctia continentalis là một loài bướm đêm thuộc phân họ Arctiinae, họ Erebidae. Loài này được mô tả bởi Walter Rothschild vào năm 1910 và được tìm thấy ở Malaysia.